# 田中瑞稀
田中 瑞稀（たなか みずき、1996年1月28日 - ）は、日本の女子バレーボール選手。

## 来歴
長崎県佐世保市出身。両親の影響で小学2年次よりバレーボールを始める。聖和女子学院中学校3年次には第24回全国都道府県対抗中学バレーボール大会において長崎県選抜のメンバーとして優勝に貢献し、自らも優秀選手賞に輝いた。
高校は地元強豪校の九州文化学園高校に進学する。レセプションを担うアウトサイドヒッターとして、1年次よりレギュラーとして活躍。2012年の国体で優勝に貢献した。2013年3月に怪我によりチームを離脱したが、復帰後の2013年国体ではレフトエースとして準優勝に貢献。
2014年1月の春高バレー決勝では、東九州龍谷高校とフルセットでデュースにもつれ込む大熱戦を繰り広げた。この試合で田中は一人で115本ものスパイクを打ち込み、最後も田中のバックアタックでファイナルセットを25-23で制し、最優秀選手・優秀選手賞に選出された。同月、VプレミアリーグのJTマーヴェラスは田中の内定を発表した。九州文化学園高校監督の井上博明は、同じ守備的アウトサイドヒッターの新鍋理沙（2012年ロンドンオリンピック銅メダリスト）と比較し「（田中のほうが）上ではないか」と語った。
2014年2月9日のトヨタ車体戦に出場、11得点（アタック10点、ブロック1点）をあげプレミアデビューを飾った。
2017年3月、日本代表登録メンバーに選出された。
2022年にも再び日本代表登録メンバーとなった。AVCカップに出場し、JTの後輩である西川有喜と対角を組んだ。チームは大会初優勝を果たした。
2023年、日本代表としてネーションズリーグに出場した。同年、JTマーヴェラスの主将に就任した。
2024年1月14日、V1女子のNECレッドロケッツ戦でVリーグ通算230試合出場となり、リーグ終了後にVリーグ栄誉賞を受賞した。

## 人物
- 2024年7月末に結婚。リーグ開幕前の10月9日に自身のSNSで公表した[16]。

## 球歴
- 日本代表 （2017年、2022-2024年）
  - バレーボールネーションズリーグ - 2023年
  - AVCカップ - 2022年

## 所属チーム
- 佐世保市立柚木小学校
- 聖和女子学院中学
- 九州文化学園高校
- JTマーヴェラス/大阪マーヴェラス（2014年-）

## 受賞歴
- 2014年 - 第66回 全日本バレーボール高等学校選手権大会：最優秀選手賞／優秀選手賞[17]
- 2019年 - 第68回 黒鷲旗全日本男女選抜大会：ベスト6[18][19]
- 2024年 - 2023-24 V.LEAGUE DIVISION1 WOMEN：Vリーグ栄誉賞
- 2025年 - 2024-25 SV.LEAGUE WOMEN チャンピオンシップMVP

## 個人成績
Vプレミアリーグレギュラーラウンドにおける個人成績は下記の通り。
| シーズン | 所属 | 出場                                 | 出場                                 | アタック                             | アタック                             | アタック                             | アタック                             | ブロック                             | ブロック                             | サーブ                               | サーブ                               | サーブ                               | サーブ                               | レセプション                         | レセプション                         | 総得点                               | 備考                                 |
| -------- | ---- | ------------------------------------ | ------------------------------------ | ------------------------------------ | ------------------------------------ | ------------------------------------ | ------------------------------------ | ------------------------------------ | ------------------------------------ | ------------------------------------ | ------------------------------------ | ------------------------------------ | ------------------------------------ | ------------------------------------ | ------------------------------------ | ------------------------------------ | ------------------------------------ |
| シーズン | 所属 | 試合                                 | セット                               | 打数                                 | 得点                                 | 決定率                               | 効果率                               | 決定                                 | /set                                 | 打数                                 | エース                               | 得点率                               | 効果率                               | 受数                                 | 成功率                               | 総得点                               | 備考                                 |
| 2013/14  | JT   | 12                                   | 42                                   | 319                                  | 96                                   | 30.1%                                | %                                    | 2                                    | 0.05                                 | 157                                  | 5                                    | 3.18%                                | 11.4%                                | 223                                  | 57.8%                                | 103                                  | 内定選手                             |
| 2014/15  | JT   | チャレンジリーグの為、記録を記載せず | チャレンジリーグの為、記録を記載せず | チャレンジリーグの為、記録を記載せず | チャレンジリーグの為、記録を記載せず | チャレンジリーグの為、記録を記載せず | チャレンジリーグの為、記録を記載せず | チャレンジリーグの為、記録を記載せず | チャレンジリーグの為、記録を記載せず | チャレンジリーグの為、記録を記載せず | チャレンジリーグの為、記録を記載せず | チャレンジリーグの為、記録を記載せず | チャレンジリーグの為、記録を記載せず | チャレンジリーグの為、記録を記載せず | チャレンジリーグの為、記録を記載せず | チャレンジリーグの為、記録を記載せず | チャレンジリーグの為、記録を記載せず |
| 2015/16  | JT   | チャレンジリーグの為、記録を記載せず | チャレンジリーグの為、記録を記載せず | チャレンジリーグの為、記録を記載せず | チャレンジリーグの為、記録を記載せず | チャレンジリーグの為、記録を記載せず | チャレンジリーグの為、記録を記載せず | チャレンジリーグの為、記録を記載せず | チャレンジリーグの為、記録を記載せず | チャレンジリーグの為、記録を記載せず | チャレンジリーグの為、記録を記載せず | チャレンジリーグの為、記録を記載せず | チャレンジリーグの為、記録を記載せず | チャレンジリーグの為、記録を記載せず | チャレンジリーグの為、記録を記載せず | チャレンジリーグの為、記録を記載せず | チャレンジリーグの為、記録を記載せず |
| 2016/17  | JT   | 21                                   | 77                                   | 814                                  | 287                                  | 35.3%                                | %                                    | 13                                   | 0.17                                 | 265                                  | 10                                   | %                                    | 11.3%                                | 255                                  | 56.9%                                | 310                                  |                                      |
| 2017/18  | JT   | 17                                   | 59                                   | 519                                  | 171                                  | 32.9%                                | %                                    | 9                                    | 015                                  | 243                                  | 9                                    | %                                    | 8.3%                                 | 322                                  | 50.5%                                | 189                                  |                                      |
| 2018/19  |      |                                      |                                      |                                      | %                                    | %                                    |                                      |                                      |                                      |                                      | %                                    | %                                    |                                      | %                                    |                                      |                                      |                                      |